# Axel Pehrsson-Bramstorp
Axel Pehrsson-Bramstorp   (19 d'agost de 1883 - Trelleborg Parish, 19 de febrer de 1954) nom amb que era conegut Axel Alarik Pehrsson, va ser un polític suec, i va ser primer ministre de Suècia entre el 19 de juny i el 28 de setembre de 1936. Com a parlamentari era conegut com Axel Pehrsson a Bramstorp, o només Bramstorp per abreujar-lo. El 1937 va afegir oficialment el nom de la seva granja al seu cognom.

## Biografia
Va néixer en una família de grangers, i encara que la mort del seu pare va fer impossible que continués els seus estudis després dels 14 anys, més tard va suplir aquesta manca amb alguns cursos d'educació per a adults en una folkhögskola. La granja que els seus pares havien llogat era no obstant això d'una grandària considerable, i en l'època del seu matrimoni va poder comprar la granja Bramstorp en el mateix districte parroquial, mentre que després va assumir l'adreça de la granja paterna i també d'algunes altres. Com a parlamentari seria més conegut com a "Axel Pehrsson de Bramstorp", o solament com "Bramstorp", i el 1937 va agregar oficialment el nom de la granja al seu cognom familiar.
Mentre cimentava la seva riquesa com a agricultor, va estar actiu en política social i regional i el 1918 es va convertir en membre de la segona càmera del Riksdag (Parlament), representant al Partit Liberal, però no va ser reelegit el 1921. Més tard va adherir al partit agrari Bondeförbundet (la "Lliga dels Grangers") i va anar novament electe el 1929 com a membre de la segona càmera, on romandria fins a 1949. Va ser president del partit entre 1934 i 1949.
Quan el gabinet social demòcrata de Per Albin Hansson va ser destituït per la majoria parlamentària en la primavera de 1936, Pehrsson va rebre el mandat del Rei Gustau V de formar una coalició de govern no socialista. Això va resultar impossible, i Pehrsson va dirigir un gabinet monopartidari com a primer ministre durant tres mesos. Com el seu gabinet només va romandre al capdavant del país durant l'estiu, va ser cridat "el govern de vacances". Pehrsson també va ocupar en aquest breu període el càrrec de ministre d'Agricultura; després de les eleccions per a la segona càmera al setembre va renunciar com a primer ministre, però va romandre com a ministre d'Agricultura en el nou gabinet de Hansson, que era una coalició de social demòcrates i el Bondeförbundet. Va continuar en la mateixa posició en el gabinet de coalició nacional que es va formar, també sota el lideratge de Hansson, en esclatar la Segona Guerra Mundial el 1939 i que va romandre fins a la fi de la guerra el 1945.
Després de la renúncia del gabinet de coalició del període de la guerra, Bramstorp va mantenir importants posicions en les organitzacions d'agricultors, alhora que va continuar com a president del seu partit i membre del Parlament, fins que la malaltia ho va forçar a retirar-se el 1949. Va ser guardonat amb el títol de cavaller de l'Ordre del Seraphim aquest mateix any, i va viure la resta de la seva vida en la seva granja.